# Piletocera xanthosoma
Piletocera xanthosoma là một loài bướm đêm trong họ Crambidae.